# 연포항
연포항은 충청남도 태안군 근흥면 도황리에 위치한 어항이다. 2004년 4월 28일 어촌정주어항으로 지정하여 관리하고 있다. 관리청은 태안군, 시설관리자는 태안군수이다.

## 어항구역
본 항의 어항구역은 다음과 같다.
- 수역[1]
  - 본 선착장 기점 남측 50m 지점에서 NE방향으로 190m 이동하고 직각인 NW방향으로 330m 이동하여 해안선과 접속한 지점 선내의 구역(84,000m2)

## 개발계획
2008년 12월 10일 고시된 본 항의 개발계획은 다음과 같다.
- 호안 78m, 물양장 55m, 부지면적 7,085m2

## 주요 어종
- 우럭, 노래미, 농어, 실치, 까나리